# Resolució 985 del Consell de Seguretat de les Nacions Unides
La Resolució 985 del Consell de Seguretat de les Nacions Unides fou adoptada per unanimitat el 13 d'abril de 1995. Després de reafirmar les resolucions 813 (1993), 856 (1993), 866 (1993), 911 (1994), 950 (1994) i 972 (1995) i 788 (1994) que imposava un embargament d'armes a Libèria, el Consell va establir un Comitè per controlar la implementació de l'embargament i va ampliar el mandat de la Missió d'Observació de les Nacions Unides a Libèria (UNOMIL) fins al 30 de juny de 1995.
Es va expressar preocupació per la ruptura de l'alto el foc al país que impedia la UNOMIL de portar al seu mandat, i més preocupació pel moviment d'armes al país en violació de l'embargament d'armes. Es va donar la benvinguda a la planificació d'una cimera de la Comunitat Econòmica dels Estats d'Àfrica Occidental pel maig de 1995.
Es va instar a totes les parts a Libèria a dur a la pràctica els acords d'Akosombo i Accra, restablir l'alto el foc i instal·lar el Consell d'Estat, mentre que la comunitat internacional estava obligada a observar l'embargament d'armes contra Libèria. En aquest sentit, el Comitè del Consell de Seguretat va establir amb el següent mandat:
(a) buscar informació sobre les mesures de suport als països que havien aplicat l'embargament;
(b) examinar la informació sobre les violacions de l'embargament i recomanar mesures per enfortir-la;
(c) recomanar mesures en resposta a les violacions de l'embargament.
El Consell va exigir que totes les faccions liberianes respectessin l'estatut del Grup de Monitorització de la Comunitat Econòmica dels Estats de l'Àfrica Occidental (ECOMOG) i dels treballadors internacionals d'assistència humanitària, i complir amb el dret internacional humanitari. Es va demanar al secretari general Boutros Boutros-Ghali que informés al Consell abans del 15 de juny de 1995 sobre la situació a Libèria, incloent si hi havia un alto el foc efectiu al lloc, si la UNOMIL podia dur a terme el seu mandat i sobre les contribucions cap a ECOMOG, determinant que el futur de la UNOMIL es revisaria en aquest sentit.